# Northmoor (Oxfordshire)
Northmoor is een civil parish in het bestuurlijke gebied West Oxfordshire, in het Engelse graafschap Oxfordshire met 377 inwoners.